# Камба
Камба (акамба, кікамба) — народ групи банту на півдні Кенії (класифікуються як центральні банту).
Чисельність — 2,3 — 2,5 млн осіб (оцінка) або 11 % населення країни (1987).
На камба чинять вплив суахілі.
Понад половина камба за релігією — протестанти та католики (Біблію перекладено у 1956 році); решта — мусульмани й прибічники традиційних культів.

## Історія
Походження камба прийнято виводити із міграцій банту у 15-16 століттях. За переказами камба прийшли на свою сучасну батьківщину з південного-сходу, з району Кіліманджаро. Коли саме відбулася ця остання міграція точно невідомо, одні вчені вважають, що в першій половині XVIII століття, інші вважють, що це сталося раніше.
Відносно рано почали контактувати з європейцями. З появою «довгої змії» — прокладення залізниці, головним осередком камба стає місто Мачакос (Масаку).

## Традиційне господарство і соціальна організація
Основні традиційні заняття — ручне іригаційне землеробство, на пагорбах застосовується терасування (сорго, просо, банани, тютюн, маїс, елевсина, бобові, батат, ямс тощо); скотарство (коротконогий зебу, кози, вівці).
Ремесла — ковальство, гончарство, різьблення по дереву. Розвинуте відхідництво. Серед камба — вправні мисливці, бджолярі, торговці.
Основою соціальної організації є міцний рід; політичною владою користувались старійшини та збори кланів (мбаї). Цю практику було перервано британськими колонізаторами у XIX столітті.

## Духовна культура
Традиційні вірування — культ предків, віра у верховне божество Мулунга.
Розвинутий фольклор.